# 慈湖陵寝
慈湖陵寝（じこりょうしん、台: 慈湖陵寢）は、中華民国桃園市大渓区に所在する、初代中華民国総統の蔣介石の棺が安置されている施設である。正式名称は先総統 蔣公陵寝（せんそうとう しょうこうりょうしん、台: 先總統 蔣公陵寢）。
中華民国の文化資産（歴史建築）に指定されている。

## 沿革
1909年（明治42年）、現在の慈湖周辺に謙記煤礦という炭鉱が設立された。謙記煤礦は1917年（大正6年）に大渓の豪商である簡阿牛によって買収されたが、彼の死後、売りに出された。現在陵管処弁公室（管理事務所）がある場所には売店があり、午後になると仕事を終えた鉱夫たちで賑わっていた。
1945年（昭和20年・民国34年）の台湾光復後、中華民国総統の蔣介石が大渓に滞在していた時に偶然当地を訪れた。当地の湖や山の風景が故郷の浙江省奉化渓口鎮に似ていると感じた蔣介石は総統府に用地買収を指示し、ここに別荘を建てさせた。1959年（民国48年）に別荘が完成し、炭鉱の入口付近にあったことから洞口賓館と命名された。
1962年（民国51年）、蔣介石は母の王采玉への感謝を示すために当地を慈湖と命名し、洞口賓館を慈湖賓館に改称した。
1975年（民国64年）4月5日、蔣介石が死去した。蔣介石は生前、自らの遺体を故郷の浙江省に埋葬することを希望し、長男で後継者の蔣経国は反攻大陸が実現した暁には父の遺体を南京の紫金山に埋葬することを望んでいたが、国共内戦で中華人民共和国を建国した中国共産党との対立が続いていたため実現せず、慈湖賓館に棺が仮安置されて慈湖陵寝と改称された。
2018年（民国107年）2月28日、台湾独立派団体であるFETN蛮番島嶼社のメンバー10人が蔣介石の棺と肖像に赤いペンキをかけ、「支那権威を排除し台湾共和を創建する」と書かれた布を掲げて抗議運動を行った。事件を受けて慈湖陵寝は閉鎖された。7月8日に一般開放が再開されたが、団体予約でのみ見学が可能となる特定の日以外は建物内に入ることができなくなった。当局は建物の入口に設置されていた衝立を透明なガラスに置き換え、外からでも建物内部を見えるようにした。建物内部の映像をリアルタイムで中継するテレビも設置された。

## 慈湖紀念雕塑公園
慈湖陵寝は石門水庫、大渓老街、拉拉山などの著名な観光地に近接しているため、大渓鎮公所は慈湖陵寝の隣に慈湖紀念雕塑公園を開設し、去蔣化運動により各地で撤去された大量の蔣介石像を展示するテーマパークとした。2017年（民国106年）現在、公園内には219体の蔣介石像、27体の孫文像、2体の蔣経国像が設置されている。

## ギャラリー
- 入口の牌楼の下で警備する憲兵
- 建物内に安置されている蔣介石の棺
- 中庭
- 回廊の宮燈
- 慈湖陵寝を訪れる人々
- 慈湖の風景